# Ichneumon xanthomelas
Ichneumon xanthomelas là một loài tò vò trong họ Ichneumonidae.